# Gripe
Gripe su jedan od kotareva grada Splita, smješten sjeveroistočno od Dioklecijanove palače.
Značenje predjela Gripe (uzvisina koja se blago penje od prvotnog Grada) za Split uočeno je još u najstarijim vremenima grada. Pronalažena je antička ratna oprema, a u 17. stoljeću podignuta je i velika tvrđava Gripe, koju je izgradila mletačka uprava grada zbog opasnosti od Turaka. Danas se unutar tvrđave nalazi Hrvatski pomorski muzej i Državni arhiv, a oko tvrđave žive paunovi.
Širenjem Splita, Gripe - do tada prigradski dio s poljima i vinogradima pomalo postaje dio grada. Između 1. svjetskog rata i 2. svjetskog rata - godine 1933. na tom predjelu izgrađen je i Higijenski zavod. Koncem 60-ih godina 20. stoljeća Gripe ubrzano mijenjaju svoj izgled. Grade se privatne kuće, zgrade i prometnice.
Uz Poljud, Gripe su poznate kao dio grada s vrlo intenzivnim športskim životom, jer se tamo nalaze mnogi športski objekti. Početkom 1970-ih godina gradi se prva zatvorena športska dvorana za potrebe košarke tj. tadašnjeg KK Jugoplastika, danas KK Split.
Jedno vrijeme na Gripama se nalazilo i igralište nogometnog kluba Nada, koje je krajem 70-ih zamijenila velika športska dvorana izgrađena za potrebe 8. mediteranskih igara.
Uz dvije spomenute postoji i još niz malih dvorana za druge dvoranske športove, kao i velika dvorana za boćanje.
U neposrednoj blizini nalazi se i golem poslovni centar, nekad uspješnog trgovačkog diva Koteks. U sredini - između dvorana i PC Koteks nalazi se lijep dječji park zvan "Gripi".

## Vanjske poveznice
- Gradski kotar Gripe  Arhivirana inačica izvorne stranice od 15. rujna 2013. (Wayback Machine) (hrv.)
- Karta Gripe (hrv.)